# Макдивитт, Джеймс Олтон
Джеймс О́лтон (Джим) Макди́витт (англ. James Alton «Jim» McDivitt; 10 июня 1929, Чикаго, Иллинойс — 13 октября 2022, Тусон, Аризона) — астронавт НАСА, бригадный генерал ВВС США в отставке. Совершил два космических полёта. В июне 1965 года был командиром экипажа космического корабля «Джемини-4». В ходе этого полёта пилот Эдвард Уайт стал первым американцем, вышедшим в открытое космическое пространство.
В марте 1969 года командовал экипажем «Аполлона-9» (третий пилотируемый полёт по программе Аполлон, первые испытания лунного модуля на околоземной орбите). После прекращения космических полётов в мае 1969 года стал руководителем операций по пилотируемой посадке на лунную поверхность. В 1969—1972 годах был руководителем программы Аполлон. После ухода с военной службы и из НАСА в июне 1972 года работал на высоких административных постах в ряде крупных американских корпораций. С 1995 года — на пенсии.

## Образование
Джеймс Макдивитт окончил среднюю школу в городе Каламазу в штате Мичиган, а затем колледж в городе Джексон, в том же штате. В 1959 году окончил (с лучшими результатами в своей группе) Мичиганский университет и получил степень бакалавра в области авиационной техники.

## Воинская служба
Макдивитт поступил на службу в ВВС США в 1951 году. Участвовал в Корейской войне, совершил 145 боевых вылетов на самолётах F-80 и F-86.
Окончил Школу ВВС США по подготовке пилотов для экспериментальных лётных испытаний (англ. USAF Experimental Test Pilot School ) на базе ВВС Эдвардс, а затем там же курсы аэрокосмических пилотов-исследователей ВВС (англ. USAF Aerospace Research Pilot course). По окончании курсов и до зачисления в отряд НАСА служил лётчиком-испытателем на базе ВВС Эдвардс. На самолётах разных классов налетал более 5000 часов.
Ушёл в отставку в июне 1972 года в звании бригадного генерала.

## Работа в НАСА
Макдивитт был зачислен в отряд астронавтов НАСА в сентябре 1962 года, по результатам второго набора.

### Первый полёт в космос

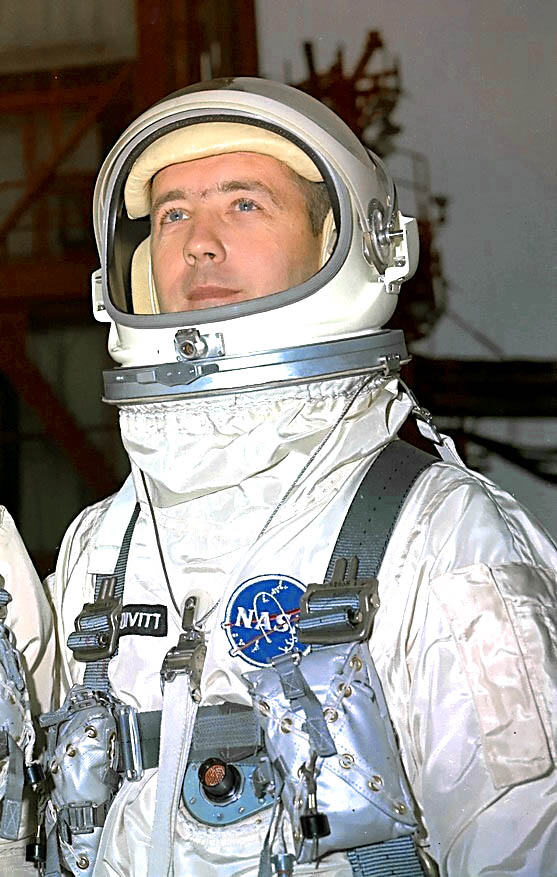
Джеймс Макдивитт перед полётом «Джемини-4»

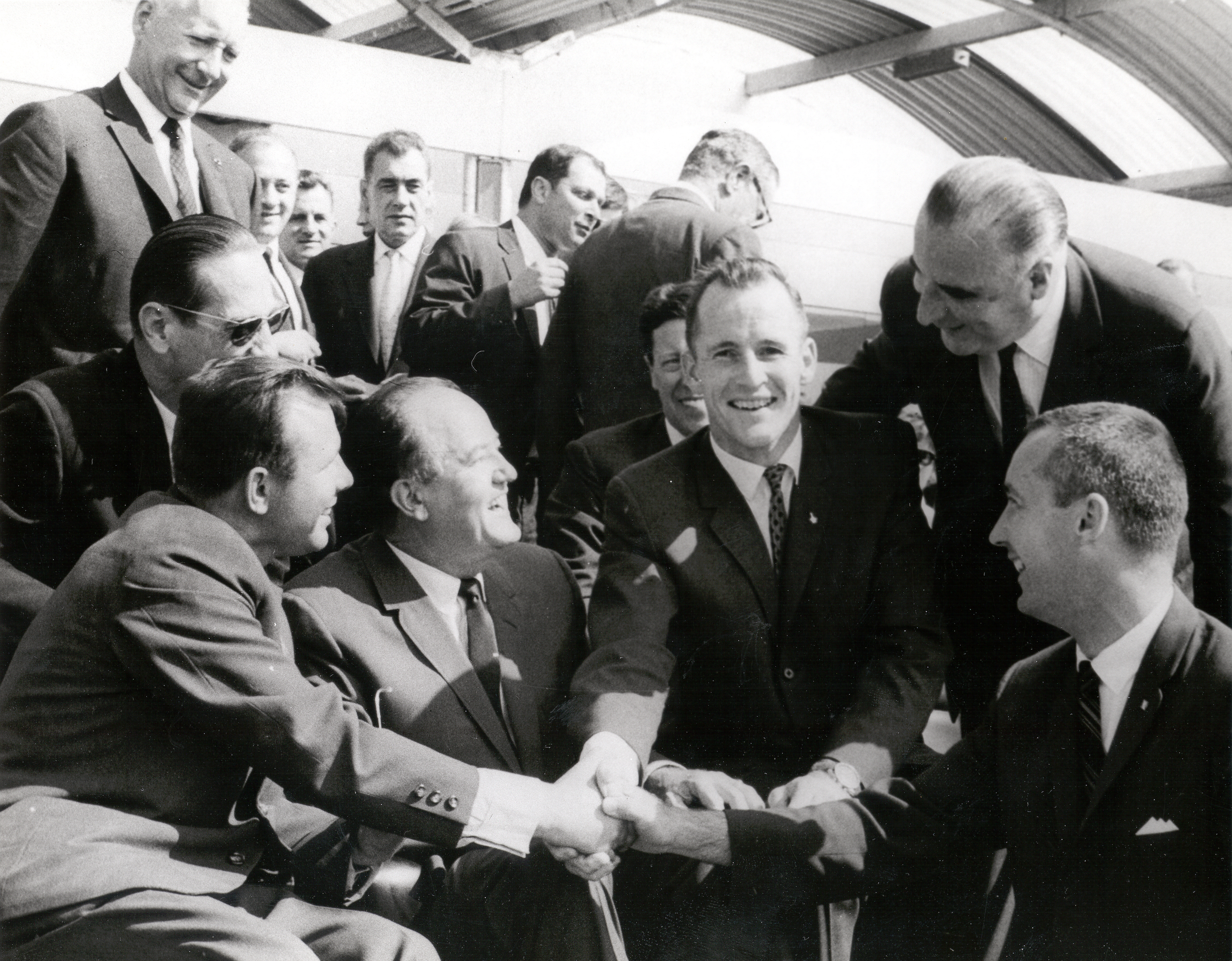
Встреча экипажа "Джемини-4" с Ю. Гагариным. Париж, июнь 1965 года.

Свой первый полёт в космос совершил 3—7 июня 1965 года в качестве командира корабля «Джемини-4». Продолжительность полёта составила 4 суток 1 час 56 минут 12 секунд (66 витков по околоземной орбите). На тот момент это был самый длительный полёт в ходе осуществления американской пилотируемой космической программы. Его главным событием стал выход в открытый космос напарника Макдивитта, пилота Эдварда Уайта, второй в истории после Алексея Леонова и первый для американских астронавтов.

### Программа Аполлон

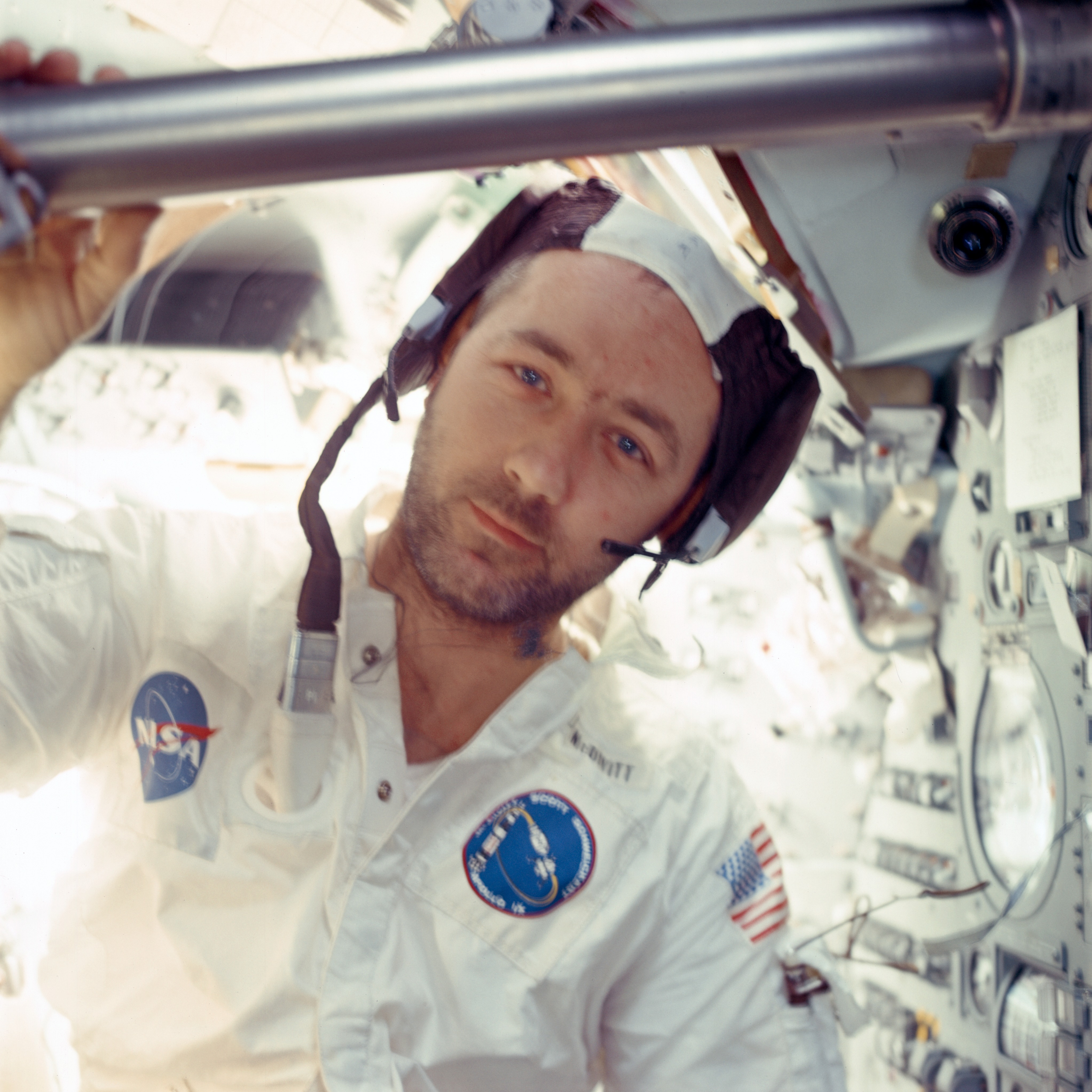
Макдивитт в лунном модуле «Паук» во время полёта «Аполлона-9»

21 марта 1966 года Макдивитт был назначен командиром дублирующего экипажа первого пилотируемого корабля по программе Аполлон («Аполлон-1». Однако после гибели основного экипажа в результате пожара в кабине корабля 27 января 1967 года программа полётов была пересмотрена.
В ноябре 1967 года был назначен командиром основного экипажа «Аполлона-8». Программой полёта предусматривались первые испытания лунного модуля и всего корабля «Аполлон» в полной конфигурации на околоземной орбите. Однако из-за серьёзных проблем производство лунного модуля задерживалось. В этой ситуации решено было изменить полётное задание «Аполлона-8». Одновременно было принято решение поменять местами экипажи «Аполлона-8» и «Аполлона-9», поскольку Макдивитт потратил много времени на отработку пилотирования лунного модуля.
Свой второй полёт в космос совершил 3 — 13 марта 1969 года в качестве командира экипажа «Аполлона-9». В ходе этой миссии были впервые испытаны все системы корабля «Аполлон» в штатной конфигурации для полёта на Луну. Были впервые проведены испытания лунного модуля в автономном полёте. Продолжительность миссии составила 10 суток 1 час 00 минут 54 секунды.
В мае 1969 года Макдивитт стал руководителем операций по пилотируемой посадке на Луну, а с августа того же года по июнь 1972-го был руководителем программы пилотируемых кораблей «Аполлон» (под его руководством прошли полёты с «Аполлона-12» по «Аполлон-16»). Уволился из НАСА в июне 1972 года.

## Работа после НАСА
После ухода из НАСА, с 1972 по 1975 год, Джеймс Макдивитт занимал пост исполнительного вице-президента по внешним и корпоративным связям в элктроэнергетической компании англ. Consumers Power Company. С марта 1975-го перешёл в компанию «Пульман» в качестве исполнительного вице-президента. В октябре того же года стал президентом подразделения железнодорожных вагонов компании «Пульман». В январе 1981 года стал старшим вице-президентом, ответственным за государственный заказ, в аэрокосмической корпорации Рокуэлл Интернэшнл. С 1995 года — на пенсии.

## Награды и звания

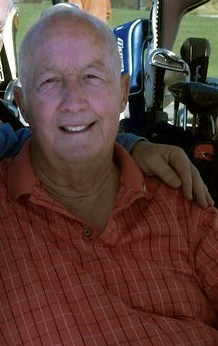
Джеймс Макдивитт, февраль 2009 года

Джеймс Макдивитт награждён четырьмя Крестами лётных заслуг, пятью Воздушными медалями, двумя медалями ВВС «За выдающиеся заслуги», медалью Чон Му от правительства Южной Кореи. Удостоен также двух медалей НАСА «За выдающуюся службу» и медалью НАСА «За исключительные заслуги». В сентябре 2006 года НАСА присвоило ему звание «Посол исследований» (англ. Ambassador of Exploration Award). Имя Макдивитта внесено в Зал славы астронавтов.

## Семейное положение
Женат, имеет четверых детей и двоих пасынков.

## Увлечения
Увлекается охотой, рыбалкой, водными видами спорта, играет в гольф, теннис.